# Jamoytius
Jamoytius kerwoodi
Genre
Espèce
Jamoytius est un genre éteint de poissons sans mâchoire (agnathes) primitifs, au corps anguilliforme. Il a été décrit en 1946 par Errol White dans des sédiments datant du Silurien dans le Lanarkshire en Écosse. 
Une seule espèce est rattachée au genre : Jamoytius kerwoodi.

## Étymologie
Le nom du genre rend hommage à J.A. Moy. 

## Description
J. kerwoodi est l'anaspide (a : privatif; aspido: bouclier) le plus ancien connu. Il était muni de longues nageoires paires le long du corps, une caractéristique qui en faisait un bon nageur. Il ne possédait cependant pas de dents ou de structures assimilables à des dents, dans la bouche, ce qui le différencie des lamproies modernes, auxquelles l'animal ressemblait pourtant passablement par sa forme. Il est donc probable que cette espèce se soit nourrie par filtration ou qu'elle  ait mangé des détritus, comme les larves des lamproies actuelles.
J. kerwoodi possédait un squelette cartilagineux, de même qu'un panier branchial semblable à celui des cyclostomes.

## Taxonomie
La position phylogénétique de Jamoytius kerwoodi a varié considérablement dans les différentes publications consacrées au sujet dans les années 1990 et 2000. En 2010, Robert Sansom et Kim Freedman créent pour cette espèce, au sein de la classe des Hyperoartia (ou Petromyzontida), l'ordre des Jamoytiiformes. Ils regroupent dans cet ordre d'autres agnathes comme le genre Euphanerops considéré comme un groupe frère de Jamoytius.

## Lien vers des images
- http://www.museum.fm/2D_Web/Tetrapod/img/ejamoytius.gif